# Loch Riecawr
Loch Riecawr är en sjö i Storbritannien.   Den ligger i riksdelen Skottland, i den centrala delen av landet, 500 km nordväst om huvudstaden London. Loch Riecawr ligger 305 meter över havet.  Trakten runt Loch Riecawr består i huvudsak av gräsmarker.